# 塞梅莱语支
塞梅莱语支或南亚斯里语支是南亚语系亚斯里语支一个分支。塞梅莱语支实际上是旧称。该分类下4种语言是：
塞梅莱语、塞莫克贝里语、马赫梅里语、特莫克语。
这些语言的使用者总数不超过1万。由于这一地区社会状况复杂，马来语占主导地位，这些语言已濒临灭绝。